# Таганский Ряд (футзальный клуб)
Футзальный клуб «Таганский Ряд» — российский футзальный клуб из Екатеринбурга, основан в 1992 году.

## Достижения
- Обладатель Кубка России: 2010
- Трёхкратный бронзовый призёр Кубка России: 1994, 1997, 2004
- Серебряный призёр Кубка Восточной Конференции: 1994
- Обладатель Межрегионального Кубка по футзалу Уральско-Сибирской зоны: 2006
- Обладатель Кубка СНГ по футзалу: 2004
- Серебряный призёр международного турнира «Кубок Спартака» по футзалу
- Серебряный призёр международного турнира по футзалу в Испании: 1995
- Серебряный призёр международного турнира по футзалу «Гринболкап» в Чехии: 2006